# 北古城镇
北古城镇是中国云南省昆明市宜良县下辖的一个镇。

## 行政区划
北古城镇下辖以下地区：
大薛营社区、古城社区、南北社区、安家桥社区、凤莱社区、先觉社区、木龙社区、车田社区、陈家渡社区、陆良营社区、北羊街社区、贾王社区、南冲村、安南村、龙兑村、北墩子村、清水塘村、吕广营村、龙兴村、合兴村和米户村。